# Raul Meireles
Raul José Trindade Meireles (wym. [ʁɐˈuɫ mɐjˈɾɛl(ɨ)ʃ]; ur. 17 marca 1983 w Porto) – portugalski piłkarz, który występował na pozycji pomocnika. W latach 2006–2014 wielokrotny reprezentant Portugalii. Uczestnik Mistrzostw Świata 2010 i 2014 oraz Mistrzostw Europy 2008 oraz 2012. Zwycięzca Ligi Mistrzów z Chelsea w sezonie 2011/12. 

## Kariera klubowa

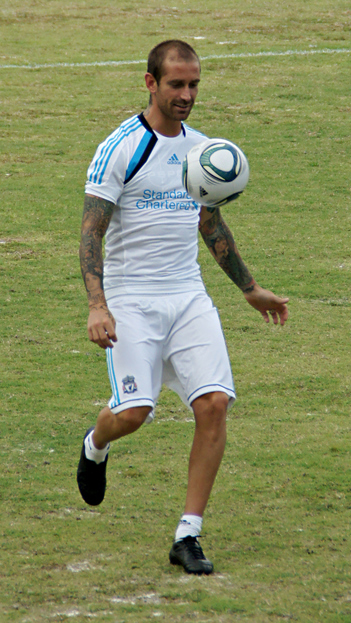
Meireles w barwach Liverpoolu

### Początki
Raul Meireles zawodową karierę rozpoczął w 2001 w zespole CD Aves, gdzie przez 2 sezony rozegrał 41 spotkań w drugiej lidze. W sezonie 2001/2002 wystąpił w 18 ligowych pojedynkach, w tym 13 w podstawowym składzie. W kolejnych rozgrywkach rozegrał 26 spotkań, w tym 23 w wyjściowej jedenastce. Latem 2003 Meireles przeniósł się do swojego rodzinnego miasta, gdzie podczas rozgrywek 2003/2004 reprezentował barwy Boavisty. W pierwszej lidze zadebiutował 17 sierpnia 2003 w zremisowanym bezbramkowo meczu z Benficą. Łącznie podczas rozgrywek 2003/2004 zanotował 29 ligowych występów i razem z Boavistą zajął w końcowej tabeli ósme miejsce.

### Porto
Latem 2004 portugalski gracz podpisał kontrakt z jedną z najbardziej utytułowanych drużyn w kraju – FC Porto. Ligowy debiut w barwach nowej drużyny zanotował 22 września w zremisowanym 1:1 pojedynku z klubem União Leiria. Początkowo Meireles pełnił w Porto rolę rezerwowego, jednak z sezonu na sezon grywał coraz częściej. 19 lutego 2006 strzelił jedyną bramkę w zwycięskim 1:0 ligowym spotkaniu przeciwko Marítimo Funchal. 8 lutego 2009 Meireles rozegrał setny mecz w pierwszej lidze dla FC Porto, a ten zremisował z Benficą 1:1.
Razem z ekipą „Smoków” Meireles w 2006, 2007, 2008 i 2009 zdobył mistrzostwo kraju, w 2006, 2009 i 2010 wygrał Puchar Portugalii oraz Superpuchar Portugalii.

### Liverpool
29 sierpnia 2010 roku Meireles podpisał czteroletni kontrakt z angielskim Liverpoolem, który zapłacił za niego 14 milionów euro. Portugalczyk przejął koszulkę z numerem 4 po Alberto Aquilanim, który został wypożyczony do Juventusu. Meireles przynajmniej po części miał zastąpić Argentyńczyka Javiera Mascherano, który wcześniej odszedł do Barcelony. Portugalczyk zadebiutował w Premier League 12 września 2010 roku w zremisowanym 0:0 pojedynku z Birmingham City. Zaledwie cztery dni później zadebiutował w barwach Liverpoolu w Lidze Europy w wygranym 4:1 meczu z Steauą Bukareszt rozgrywanym na Anfield. W pierwszym składzie swój pierwszy mecz dla the Reds rozpoczął w przegranym 3:2 pojedynku z Manchesterem United na Old Trafford. Swojego pierwszego gola dla Liverpoolu Meireles strzelił przeciw Evertonowi w zremisowanym 2:2 spotkaniu rozegranym 16 stycznia 2011. Był to jednocześnie debiut nowego-starego szkoleniowca Czerwonych – Kenny’ego Dalglisha. Kolejną bramkę zdobył sześć dni później pięknym prawonożnym wolejem w wygranym 3:0 wyjazdowym pojedynku z Wolverhampton Wanders. Swoją trzecią bramkę w czterech meczach ligowych zdobył 2 lutego 2011 roku w wygranym 2:0 meczu przeciw Stoke City; natomiast decydujący o zwycięstwie gol na Stamford Bridge przeciw Chelsea 6 lutego był czwartym golem Portugalczyka w pięciu meczach. Swoją statystykę Meireles poprawił ratując swojej drużynie remis w meczu przeciw 12 lutego Wigan Athletic. Była to ostatnia bramka Meirelesa w sezonie dająca ostatecznie wynik pięciu bramek w sześciu kolejnych meczach ligowych. Kilka miesięcy później Portugalczyk otrzymał nagrodę PFA Fans' Player of the Year (Nagroda Stowarzyszenia Piłkarzy dla Zawodnika Roku według fanów), pokonując między innymi Fernando Torresa, Samira Nasriego, czy Dimityra Berbatowa.

### Chelsea
31 sierpnia 2011 piłkarz przeszedł do klubu Chelsea i podpisał z nim czteroletnią umowę. Piłkarz kosztował ten klub około 12 mln funtów. W barwach Chelsea zadebiutował 10 września 2011 w wygranym przed londyńczyków 2:1 meczu przeciwko Sunderland. Swojego pierwszego gola dla „Niebieskich” zdobył 19 października 2011 w meczu Ligi Mistrzów przeciwko KRC Genk. W sezonie 2011/2012 w finale Ligi Mistrzów wygrali z Bayernem Monachium (1:1 w podstawowym czasie gry) (4:3 w rzutach karnych). Meireles w tym meczu nie mógł zagrać z powodu nadmiaru żółtych kartek.

### Fenerbahçe
3 września 2012 roku został kupiony przez Fenerbahçe SK za sumę 10 mln euro. 4 października 2012 Meireles strzelił swojego pierwszego gola w barwach nowego klubu wygranym 4:2 spotkaniu Ligi Europejskiej przeciwko Borussii Mönchengladbach. W 2016 roku odszedł z klubu.

### Statystyki kariery

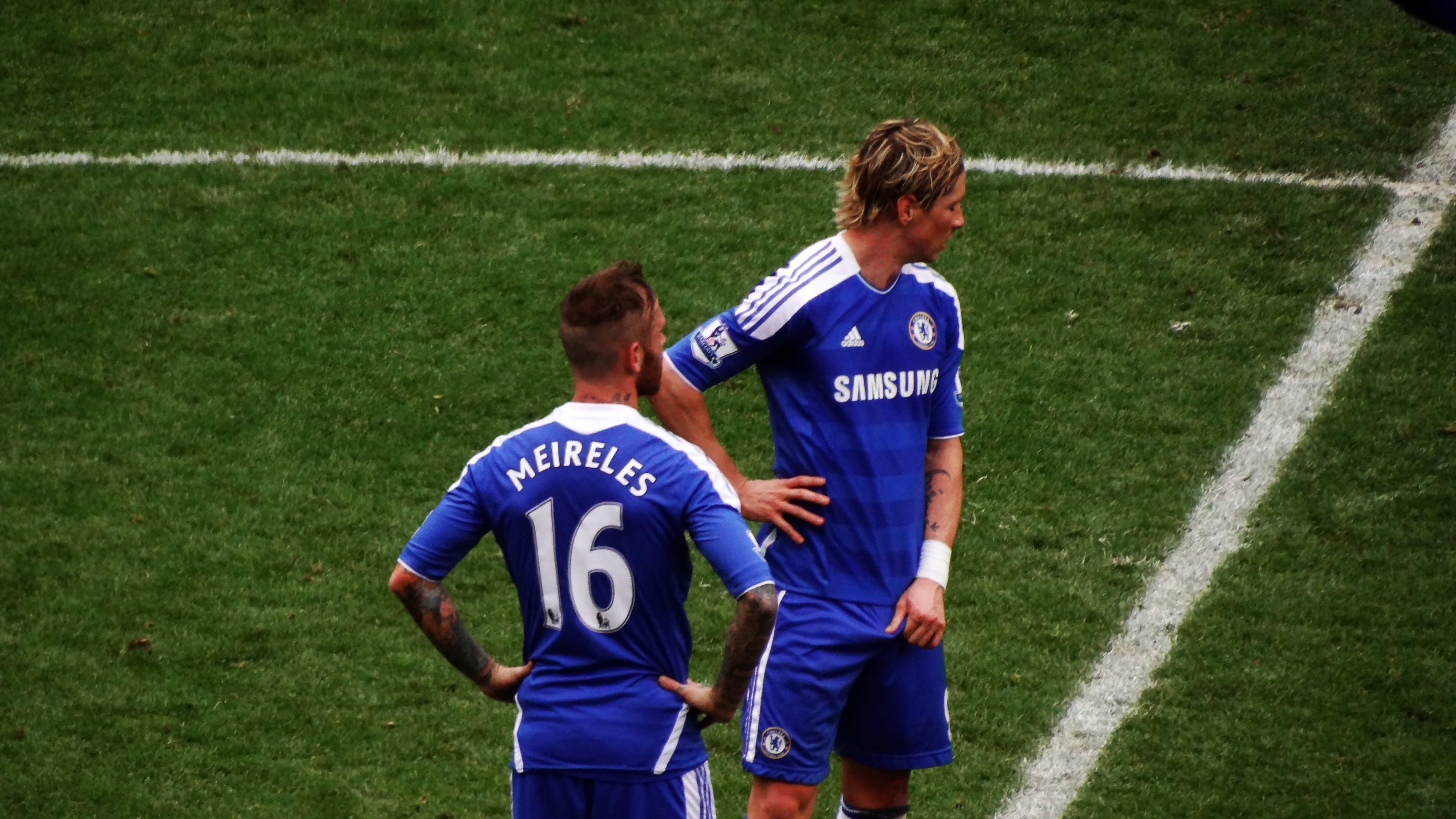
Raul Meireles i Fernando Torres w spotkaniu Pucharu Anglii przeciwko Leicester City.

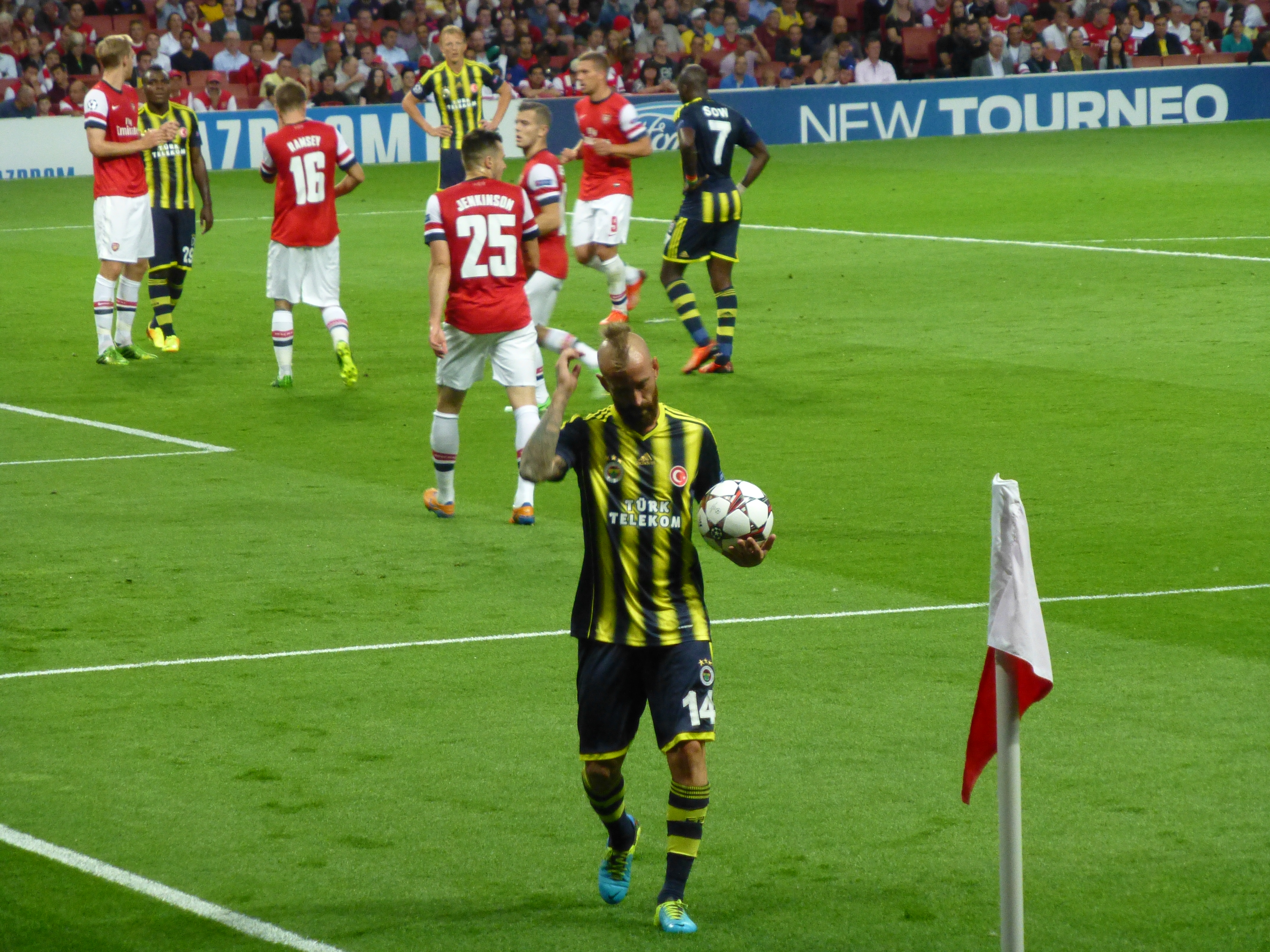
Raul Meireles jako zawodnik Fenerbahçe w spotkaniu Ligi Europejskiej.

Aktualne na dzień 17 marca 2013 r.
| 2001/02            | CD Aves (wyp.)     | Liga de Honra      | 16  | 0  | 0  | 0 | — | — | —  | — | 16  | 0  |
| 2002/03            | CD Aves (wyp.)     | Liga de Honra      | 26  | 1  | 0  | 0 | — | — | —  | — | 26  | 1  |
| 2003/04            | Boavista FC        | Primeira Liga      | 29  | 0  | 0  | 0 | — | — | 0  | 0 | 29  | 0  |
| 2004/05            | FC Porto           | Primeira Liga      | 14  | 0  | 0  | 0 | — | — | 1  | 0 | 15  | 0  |
| 2005/06            | FC Porto           | Primeira Liga      | 18  | 2  | 3  | 0 | — | — | 1  | 0 | 22  | 2  |
| 2006/07            | FC Porto           | Primeira Liga      | 25  | 3  | 1  | 0 | — | — | 7  | 1 | 33  | 4  |
| 2007/08            | FC Porto           | Primeira Liga      | 28  | 4  | 3  | 0 | 0 | 0 | 8  | 0 | 39  | 4  |
| 2008/09            | FC Porto           | Primeira Liga      | 28  | 4  | 4  | 1 | 0 | 0 | 10 | 0 | 42  | 5  |
| 2009/10            | FC Porto           | Primeira Liga      | 25  | 2  | 6  | 2 | 1 | 0 | 8  | 0 | 40  | 4  |
| 2010/11            | Liverpool          | Premier League     | 33  | 5  | 1  | 0 | 0 | 0 | 7  | 0 | 41  | 5  |
| 2011/12            | Liverpool          | Premier League     | 2   | 0  | 0  | 0 | 1 | 0 | —  | — | 3   | 0  |
| 2011/12            | Chelsea            | Premier League     | 29  | 2  | 6  | 2 | 1 | 0 | 11 | 2 | 45  | 6  |
| 2012/13            | Chelsea            | Premier League     | 3   | 0  | 0  | 0 | 0 | 0 | 0  | 0 | 3   | 0  |
| 2012/13            | Fenerbahçe SK      | Süper Lig          | 17  | 2  | 3  | 0 | — | — | 5  | 1 | 25  | 3  |
| Łącznie w karierze | Łącznie w karierze | Łącznie w karierze | 293 | 25 | 27 | 5 | 3 | 0 | 58 | 4 | 379 | 34 |

## Kariera reprezentacyjna

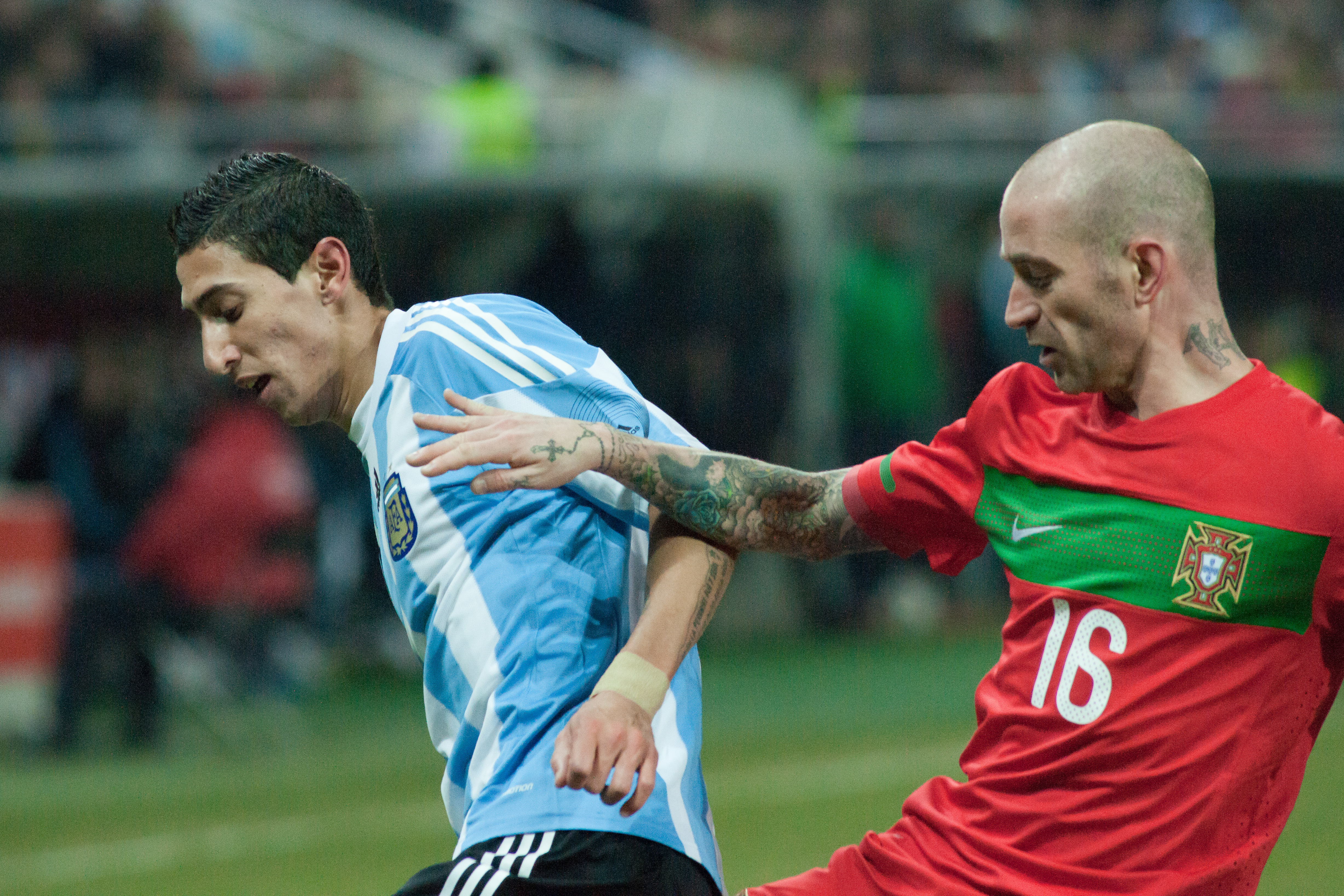
Ángel Di María (po lewej) i Raul Meireles

Meireles występował w młodzieżowych reprezentacjach Portugalii. Z drużyną do lat 17 zdobył Mistrzostwo Europy U-17 2000, natomiast z zespołem do lat 21 zajął trzecie miejsce w Mistrzostwach Europy U-21 2004.
W seniorskiej reprezentacji Portugalii Meireles zadebiutował w 2006. W maju 2008 Luiz Felipe Scolari powołał go do kadry na mistrzostwa Europy. W spotkaniu z Turcją Meireles strzelił bramkę w doliczonym czasie gry, czym przypieczętował zwycięstwo Portugalczyków 2:0. Drugiego gola dla zespołu narodowego zdobył 12 sierpnia 2009 w wygranym 3:0 towarzyskim meczu z Liechtensteinem. W 2010 był uczestnikiem Mistrzostw Świata w RPA.